# Acronychia wilcoxiana
Acronychia wilcoxiana es una especie de arbusto perteneciente a la familia de las rutáceas. Es originaria de Australia en Nueva Gales del Sur.

## Descripción
Es un árbol pequeño que alcanza un tamaño de 9 m de altura, ± glabro. Las hojas  obovadas a oblanceoladas u oblongo-elípticas, de 6-22 cm de largo, 2.5-9 cm de ancho, el ápice redondeado a acuminado, a veces con muescas, la base cuneada ± o, a veces estrechamente cordada, glabras, las dos superficies de color verde brillante, el haz más oscuro que el envés, puntos de aceite obvios, pero dispersos, no muy aromáticas cuando se las aplasta; el pecíolo 6-30 mm de largo. Las inflorescencias con muchas flores, de 4-6.5 cm de largo. Sépalos 1.2-3 mm de largo. Pétalos de 8,5 a 10 mm de largo, blanquecinos. El fruto ovoide amplio a ± globoso, de 80-20 mm de diámetro, glabro o con penacho apical de pelos, en su mayoría con 4 o 5 lóbulos.

## Distribución y hábitat
Se encuentra en la selva del litoral, pero a veces más hacia el interior en la selva subtropical, al norte del distrito de Gosford en Nueva Gales del Sur y en el estado vecino de Queensland.

## Taxonomía
Acronychia wilcoxiana fue descrita por (F.Muell.) T.G.Hartley y publicado en Journal of the Arnold Arboretum 55: 516, en el año 1974.
Etimología
Acronychia: nombre genérico que deriva de las palabras griegas akros (punta) y ónix (garra), en referencia a los pétalos, que normalmente están conectados adaxialmente en el ápice.
wilcoxiana: epíteto otorgado en honor de James Fowler Wilcox, un colector del siglo XIX de pájaros y plantas en el norte de Nueva Gales del Sur.
Sinonimia
- Pleiococca wilcoxiana F.Muell. basónimo
- Errerana wilcoxiana (F.Muell.) Kuntze[7]